# An African Song or Chant from Barbados
An African Song or Chant from Barbados ist das Manuskript eines Sklavenliedes, das 2017 in das UNESCO-Weltdokumentenerbe von Barbados und dem Vereinigten Königreich aufgenommen wurde. Das Blatt wird in den Gloucester Archives (Clarence Row, Gloucester, England) aufbewahrt und hat die Signatur D3549/13/3/27. 
Es handelt sich um den frühesten bekannten Worksong (spätes 18. Jahrhundert) versklavter Afrikaner auf den Zuckerrohrfeldern der Karibik. Zwar hatte Hans Sloane bereits 1688 drei afroamerikanische Lieder auf Jamaika notiert, die aber nicht aus dem Arbeitskontext der Sklaven stammten und außerdem unvollständig sind.

## Niederschrift des Liedes
Text und Melodie wurden von Granville Sharpe niedergeschrieben, einem prominenten Gegner der Sklaverei in Großbritannien. Sein Informant war William Dickson, der ab 1772 etwa 13 Jahre in Barbados lebte und dort Sekretär des Gouverneurs war. Er hörte das „afrikanische Lied“ auf den Zuckerrohrfeldern von Barbados. Für einen Briten in seiner Position war Dickson ungewöhnlich stark am Leben der Sklaven interessiert. Er war ein Kritiker des Sklavenhandels und veröffentlichte 1789 ein zweibändiges Werk, das eine wichtige Quelle für die Sklavenhaltergesellschaft in Britisch-Westindien bildet. Dickson kann deshalb als zuverlässiger Zeuge für den Liedtext gelten. Allerdings ist nicht bekannt, welche musikalische Ausbildung Dickson hatte und auf welche Weise er Text und Melodie an Sharpe übermittelte.
Mit Sharpes Nachlass kam das Liedblatt in den Besitz der Familie Lloyd-Baker, die es 1977 zur Aufbewahrung an das Archiv von Gloucestershire übergab.

## Melodie
Die Melodie ist in Moll notiert (wahrscheinlich e-Moll) und unterscheidet sich deutlich von späteren Musikbeispielen von Barbados. Vorsänger und Chor wechseln ab (Call and Response), wobei der Call 13 Takte umfasst und die Response vergleichbare Länge hat; spätere Arbeitslieder dagegen haben kurze Liedrufe.

## Liedtext
Der Text ist ein frühes Sprachdokument des Kreol auf Barbados. 
Inhaltlich gilt das Lied als einzigartige Quelle dafür, wie die Sklaven selbst ihre Situation wahrnahmen. Singen bei der Arbeit war erlaubt, schreiben zu lernen bzw. etwas schriftlich zu verfassen war dagegen verboten; daher konnte der Text auch nur auf dem Weg der Niederschrift durch Europäer der Nachwelt erhalten werden. Mit dem Satz: „Massa buy me he won’t killa me“ wird gleich zu Anfang die Realität des Sklavenlebens deutlich: Sklaven waren für den Besitzer („Massa“) ein materieller Wert, und sie zu töten, wäre für ihn weniger ein moralisches Problem, als ein finanzieller Verlust. Die Grausamkeit des Besitzers wird auch klar benannt („’For I live with a bad man“). Sklaven wechselten häufig den Besitzer („Oh ’for he kill me he ship me regulaw“). Dass Sklaven damals bevorzugt mit Schiffen transportiert wurden, wird im Lied mehrfach angedeutet („I would go to the Riverside regulaw“). 